# 天空與海洋之間
《天空與海洋之間》是由ForwardWorks所發行的手機遊戲，2017年9月28日開始營運，台港澳繁體中文版版本由台灣碩網（So-net）以《轉吧！小海女！～在天空與海洋之間～》為名代理營運，於2018年2月6日正式上線。2018年3月26日決定改編為電視動畫並確定於10月3日播出。
繁中版於2019年3月29日關閉伺服器，日版亦於同年5年7日結束營運。

## 故事簡介
某天，海中的魚全部消失了。為了解決這個問題，水產省開始了「宇宙漁場」的實驗並且積極召募宇宙漁師，而其中有六位少女獲選為宇宙漁師並開始在宇宙漁場工作。

## 登場角色
空町春（聲：高橋花林）
17歲少女，出生於東京向島，擅長游泳，容易得意忘形。
村上波乃（聲：立花理香）
17歲少女，家裡是海盜家族。
露比·安曇（聲：井上穗乃花）
16歲，在加州長大的日美混血兒少女。
美劍真（聲：神坂和）
16歲，在京都長大的少女。
櫻舞湖（聲：鈴木桃子）
17歲，在秋田長大的少女，對都市抱持著複雜的情緒。
薪真紀子（聲：米野真織）
19歲，出生於熊本，父親是水產省的職員。

## 出版書籍

### 輕小說
| 卷數 | KADOKAWA      | KADOKAWA               |
| 卷數 | 初版發售日期  | ISBN                   |
| ---- | ------------- | ---------------------- |
| 1    | 2018年4月27日 | ISBN 978-4-04-893806-8 |

### 漫畫
| 卷數 | KADOKAWA     | KADOKAWA               |
| 卷數 | 初版發售日期 | ISBN                   |
| ---- | ------------ | ---------------------- |
| 1    | 2018年6月9日 | ISBN 978-4-04-893395-7 |

## 電視動畫
2018年10月3日於TOKYO MX播放。

### 製作人員
- 原作：廣井王子、ForwardWorks[7]
- 監督：濁川敦[7]
- 系列構成：山田隆司[7]
- 原作角色設計：植田和幸[7]
- 動畫角色設計、總作畫監督：山本周平[7]
- 機械設計：[7]
- 道具設計：下地聰子
- 美術監督：
- 色彩設計：
- 攝影監督：葛山剛士
- CG監督：植木麻央
- 剪輯：村井秀明
- 音響監督：今泉雄一[8]
- 音響製作：HALF H・P STUDIO
- 音樂：橘麻美[8]
- 音樂製作人：佐藤當史
- 製片：橫山敏、川村仁、梶原剛、北澤史隆、青木美里、尾立繪利子、後閑研一
- 動畫製作人：金森治樹
- 動畫製作：TMS娛樂[7]、Double Eagle
- 製作：天空海洋製作委員會

### 主題曲
片頭曲
作詞：廣井王子，作曲、編曲：古川貴浩，主唱：空町春（高橋花林）、露比·安曇（井上穗乃花）、櫻舞湖（鈴木桃子）
片尾曲
作詞：hotaru，作曲：伊藤和馬，編曲：青木宏憲，主唱：鈴木KONOMI

### 各話列表
| 話數   | 日文標題 | 中文標題             | 劇本     | 分鏡           | 演出       | 作畫監督                                                                           |
| ------ | -------- | -------------------- | -------- | -------------- | ---------- | ---------------------------------------------------------------------------------- |
| 第1話  |          | 在宇宙中捕魚吧!      | 山田隆司 | 濁川敦         | 宇根信也   | 加藤壯、藤田正幸                                                                   |
| 第2話  |          | 女子部集合！         | 山田隆司 | 濁川敦         | 山田卓     | 劉雲留                                                                             |
| 第3話  |          | 露比，是間諜哦       | 久尾步   | 島津裕行       | 熨斗谷充孝 | 清水惠藏、山本徑子                                                                 |
| 第4話  |          | 不如大家去海邊吧？   | 山下憲一 | 本南宗吾郎     | 徐惠真     | 加藤壯、野本正幸                                                                   |
| 第5話  |          | 請賜予我力量！       | 山下憲一 | 鍋島修         | 村山靖     | 松本文男、岡辰也 谷津美彌子、粟井重紀 野道佳代、野本正幸 加藤壯、福田瑞穗 飯田清貴 |
| 第6話  |          | 彈珠汽水和秘密和哥哥 | 久尾步   | 濁川敦         | 秦義人     | 宍戶久美子、飯田清貴 高橋敦子、新田靖成 戶丸昌洋、佛列斯特·安德森                  |
| 第7話  |          | 隊長是我！           | 山田隆司 | 兒谷直樹       | 久保山英一 | 北村淳一、石川慎亮 時矢義則、谷津美彌子 高岡希一                                   |
| 第8話  |          | 春與波乃之間         | 山下憲一 | 關野關十       | 關野關十   | 加藤壯                                                                             |
| 第9話  |          | 穿浴衣過有趣的暑假！ | 久尾步   | 宇根信也       | 宇根信也   | 渡邊浩二、野本正幸                                                                 |
| 第10話 |          | 記憶與記錄           | 山下憲一 | 島津裕行       | 村山靖     | 津熊健德、粟井重紀 富田佳亨、朝岡卓也 谷津美彌子                                   |
| 第11話 |          | 帶著笑容飛向天空！   | 山田隆司 | 佐藤真人       | 山內東生雄 | 德岡紘平、加藤壯                                                                   |
| 第12話 |          | 天空與海洋之間       | 久尾步   | RoydenB 濁川敦 | 濁川敦     | 野本正幸、飯田清貴                                                                 |

### 播放電視台
日本地區於2018年10月3日至12月19日24時00分（UTC+9）於TOKYO MX首播。

### BD／DVD
| 卷數 | 發行日期     | 收錄話數       | 規格編號  | 規格編號  |
| 卷數 | 發行日期     | 收錄話數       | BD        | DVD       |
| ---- | ------------ | -------------- | --------- | --------- |
| 1    | 2019年1月9日 | 第1話、第2話   | BIXA-1241 | BIBA-3331 |
| 2    | 2019年2月2日 | 第3話、第4話   | BIXA-1242 | BIBA-3332 |
| 3    | 2019年3月2日 | 第5話、第6話   | BIXA-1243 | BIBA-3333 |
| 4    | 2019年4月2日 | 第7話、第8話   | BIXA-1244 | BIBA-3334 |
| 5    | 2019年5月2日 | 第9話、第10話  | BIXA-1245 | BIBA-3335 |
| 6    | 2019年6月4日 | 第11話－第12話 | BIXA-1246 | BIBA-3336 |

## 外部連結
- 手機遊戲《天空與海洋之間》官方網站（日語）
- 手機遊戲《天空與海洋之間》中文代理官方網站（繁體中文）
- 電視動畫《天空與海洋之間》官方網站（页面存档备份，存于）（日語）
- 天空與海洋之間官方帳號的X（前Twitter）（日語）